# Odontopera ochroneura
Odontopera ochroneura är en fjärilsart som beskrevs av Louis Beethoven Prout 1938. Odontopera ochroneura ingår i släktet Odontopera och familjen mätare. Inga underarter finns listade i Catalogue of Life.